# Basilica di San Pietro Alli Marmi
La Basilica di San Pietro Alli Marmi è una basilica comprendente una chiesa e un monastero situata ad Eboli.
Originariamente nota come Basilica di San Pietro Apostolo, fu edificata ai piedi della collina di Montedoro, dove sorgeva l'antico sito medievale della città. La sua costruzione mostra una forte influenza dell'architettura normanna e barocca . La chiesa custodisce le spoglie di San Berniero. Annesso alla chiesa si trova il convento dei frati Cappuccini, originariamente abitato dai Benedettini . La Basilica ha un caratteristico chiostro che ospita un Museo Africano (gestito da frati missionari) e la Biblioteca dei Cappuccini, che vanta una collezione di oltre 15.000 volumi.

## Storia

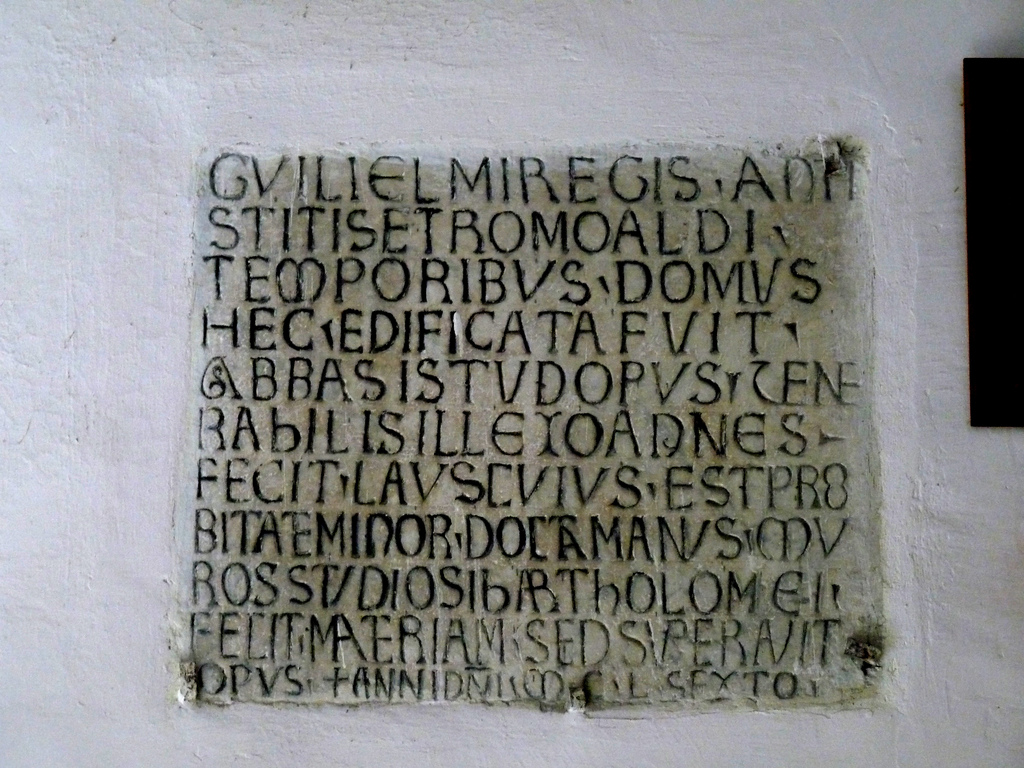
Lapide dedicatoria all'interno della chiesa di San Pietro Alli Marmi.

La presenza di Roberto il Guiscardo a Salerno fa supporre che le prime fondazioni della Basilica possano essere coincise con la costruzione della Cattedrale di San Matteo a Salerno, intorno al 1076. L'iscrizione in latino su una targa dedicatoria all'interno della chiesa indica che la costruzione fu completata nel 1156. Dopo il suo completamento, la Basilica fu affidata ai Benedettini fino al 1557. Nei secoli XI e XII la chiesa di San Pietro d'Eboli faceva parte di tre domini feudali locali creati dai prelati cattolici nominati dai Longobardi . Questo feudo comprendeva la chiesa, il borgo di Battipaglia e terreni aperti adiacenti al fiume Sele . Era amministrato dal villaggio di Santa Maria a Corte, nel quale aveva sede la sede vescovile regionale e il Baiulus locale.
Nel 1743 Benedetto XIV assegnò l'abbazia di San Pietro al Collegio dei Cinesi, diretto da Matteo Ripa . Dal 1886 i frati dell'Ordine dei Frati Minori Cappuccini acquistarono definitivamente il complesso della Basilica.
Nel 1929 crollarono il soffitto e le colonne della navata centrale e di quella laterale sinistra della chiesa. Mentre i capitelli vennero riassemblati dopo quell'evento, una parte significativa delle finestre a bifora non poté essere preservata. La nomenclatura Basilica di San Pietro Alli Marmi venne assegnata nel 1930, per la notevole presenza di marmi all'interno del complesso.

### Oggi
La Basilica di San Pietro alli Marmi è un monastero tuttora attivo, abitato dai frati cappuccini. Viene utilizzato anche come sede per matrimoni ed eventi pubblici:

## Architettura
L'architettura della Basilica di San Pietro Alli Marmi si ispira all'architettura normanna. È incentrato su un chiostro rettangolare delimitato da un portico coperto da volte a crociera, sorrette da archi a tutto sesto. Le chiavi di volta degli archi sono ornate da stemmi nobiliari.
La struttura si sviluppa su tre livelli e un ulteriore piano mansardato. Al primo piano, le celle che si affacciano sul chiostro sono collegate da un corridoio, mentre il secondo piano è raggiungibile tramite una scala secondaria. La distribuzione planimetrica è la stessa in ogni piano.

La grotta della Madonna di Fatima e di Bernadette si trova all'interno della Basilica, nel piazzale di accesso al sagrato.

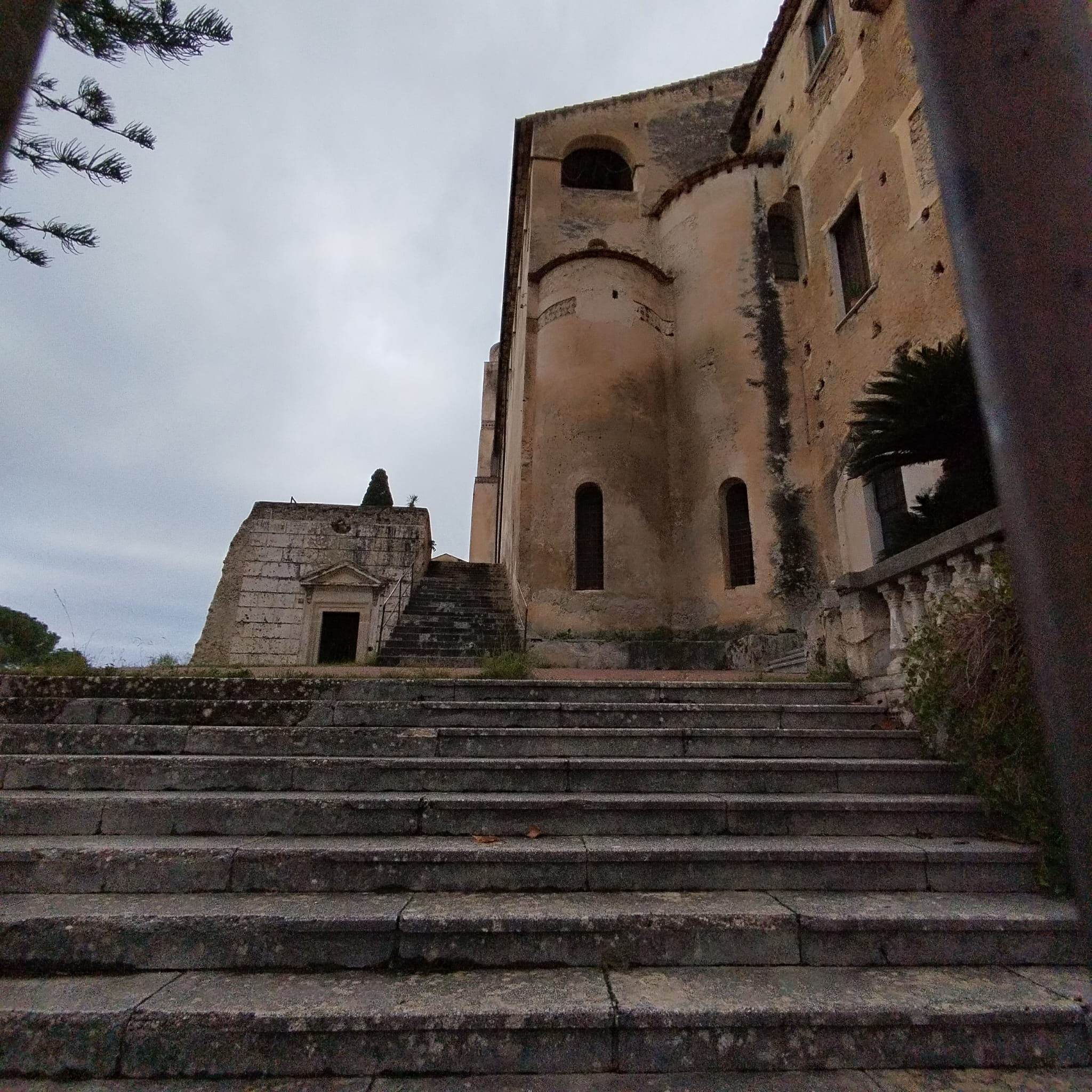
Scalinata d'ingresso della Basilica di San Pietro Alli Marmi.
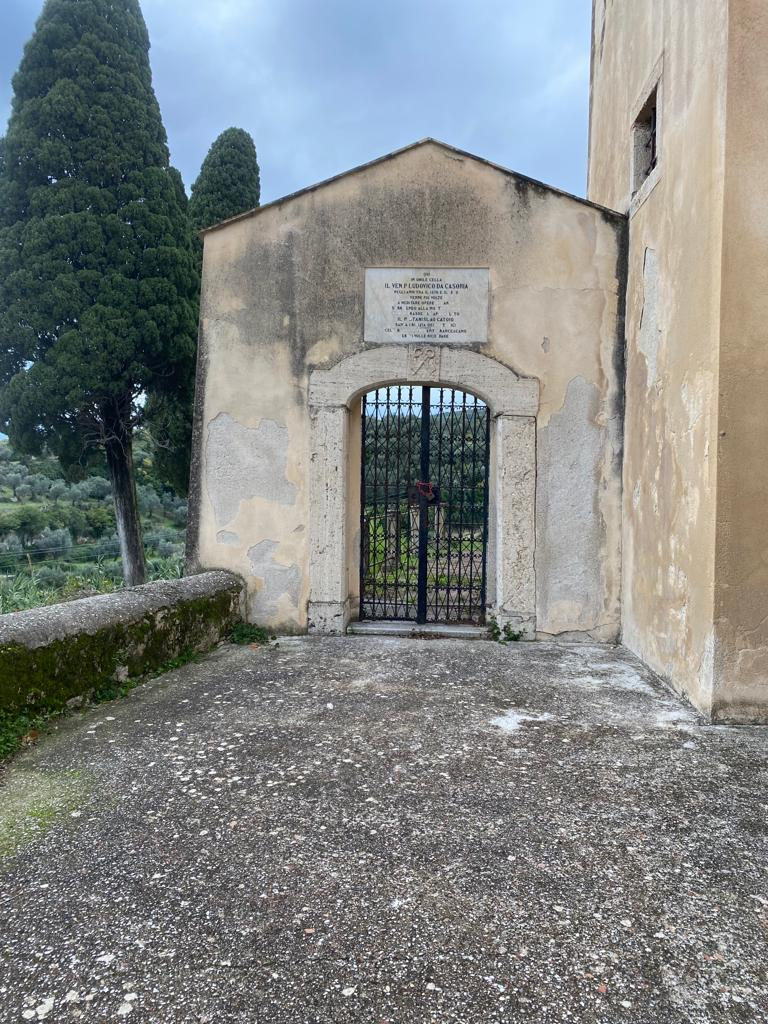
Ingresso della Basilica di San Pietro Alli Marmi.

## Convento dei frati cappuccini

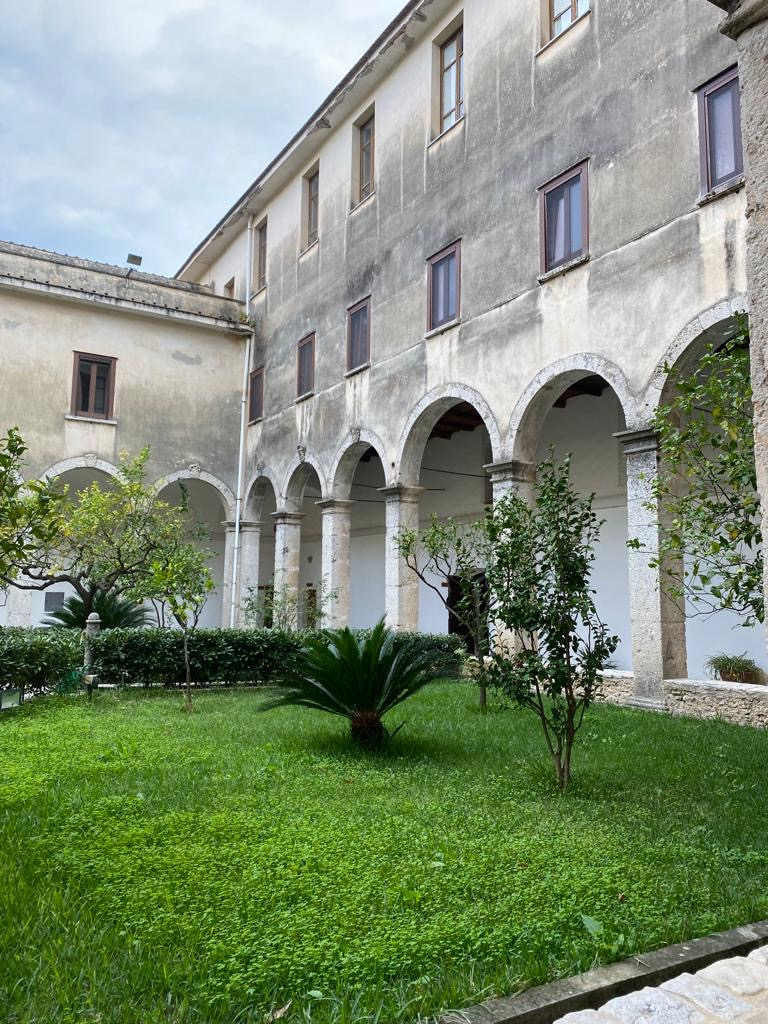
Portico del Chiostro di San Pietro Alli Marmi, coperto da volte a crociera sostenute da archi a tutto sesto.

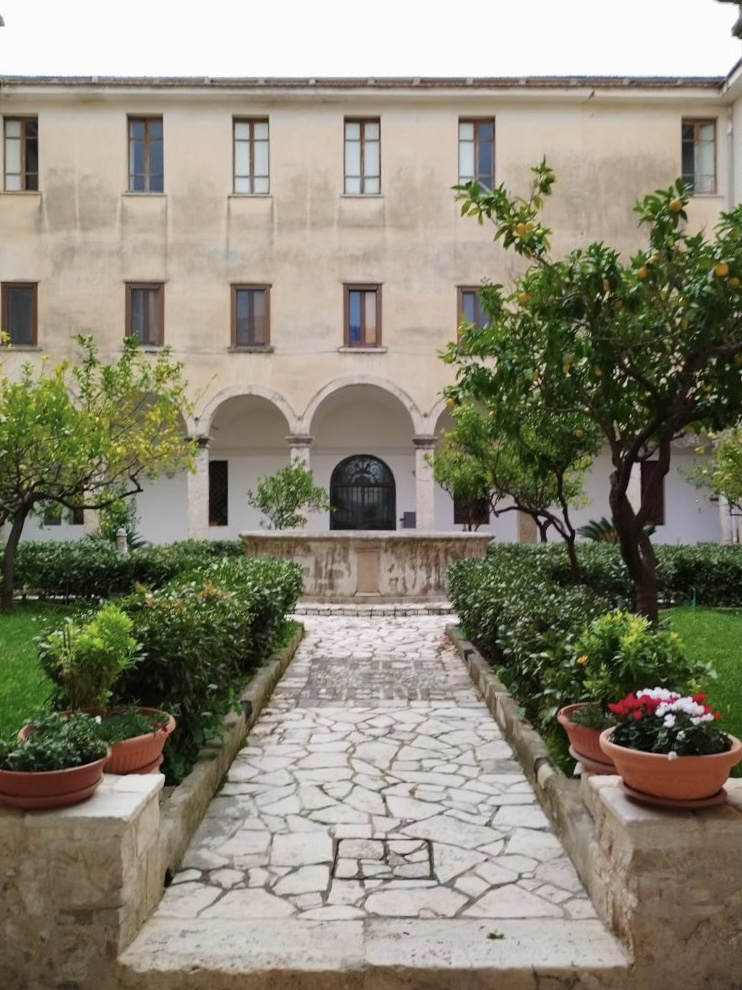
Chiostro della Basilica di San Pietro alli Marmi.

Il Convento di San Pietro Alli Marmi è un edificio a pianta rettangolare, disposto su tre livelli e caratterizzato da un chiostro interno come elemento centrale. Il chiostro è circondato da tre edifici e dal corpo della chiesa. L'ingresso principale dà accesso al vestibolo e al chiostro.

### Architettura
L'architettura è caratterizzata da monofore e da un'abside decorata con tracce di affreschi nelle zone laterali. Gli affreschi furono realizzati dall'artista Giovanni Luca De Luca (figlio di Giovanni Luca de Magistro) tra il 1564 e il 1578. L'abside sinistra è affrescata con le immagini di Sant'Andrea e San Pietro mentre un'altra raffigura la resurrezione di Cristo.
La facciata principale è rialzata rispetto all'attuale livello stradale e comprende un corpo centrale a due piani con portale ad arco. Alle estremità della facciata principale è presente un piano aggiuntivo che corrisponde ai corpi laterali del complesso. Il piano terra è caratterizzato da un portico coperto con volte a crociera, sorrette da archi a tutto sesto con archivolti in pietra, sorretti da pilastri quadrati.
Per la realizzazione delle strutture verticali sono stati utilizzati tufo e muratura mista; per i solai e la sottostruttura del tetto capriate in legno. La facciata è rifinita con intonaco liscio. Il tetto è ricoperto di tegole a forma di botte.

### Biblioteca dei Cappuccini
La Biblioteca dei Cappuccini è situata all'interno del convento e contiene una collezione di oltre 15.000 volumi. Sono ospitati in librerie di legno realizzate nel XX secolo. Oltre ai libri, nei suoi locali sono conservati molti vecchi giornali, tra cui L'Osservatore Romano . I ripiani e le pedane sono caratterizzati da una specifica serie alfanumerica realizzata in smalto porcellanato e inchiostro nero. La biblioteca funge da aggregatore di interessi culturali locali, ospitando incontri e conferenze.

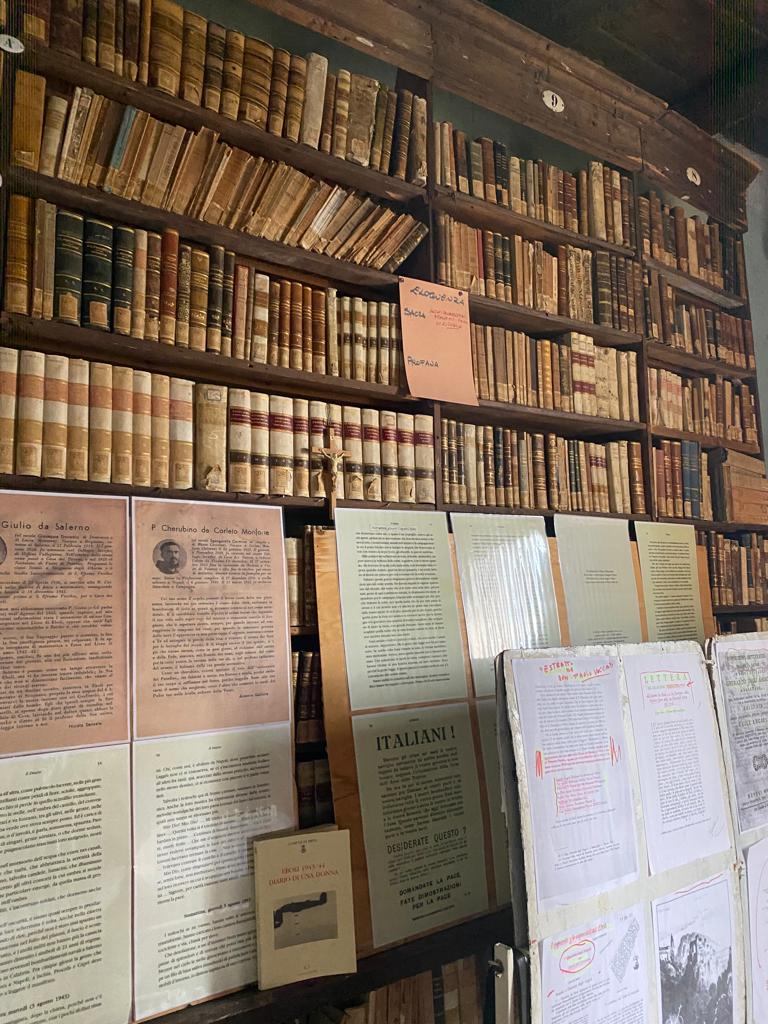
Interno della biblioteca dei Cappuccini nel Convento di San Pietro Alli Marmi.
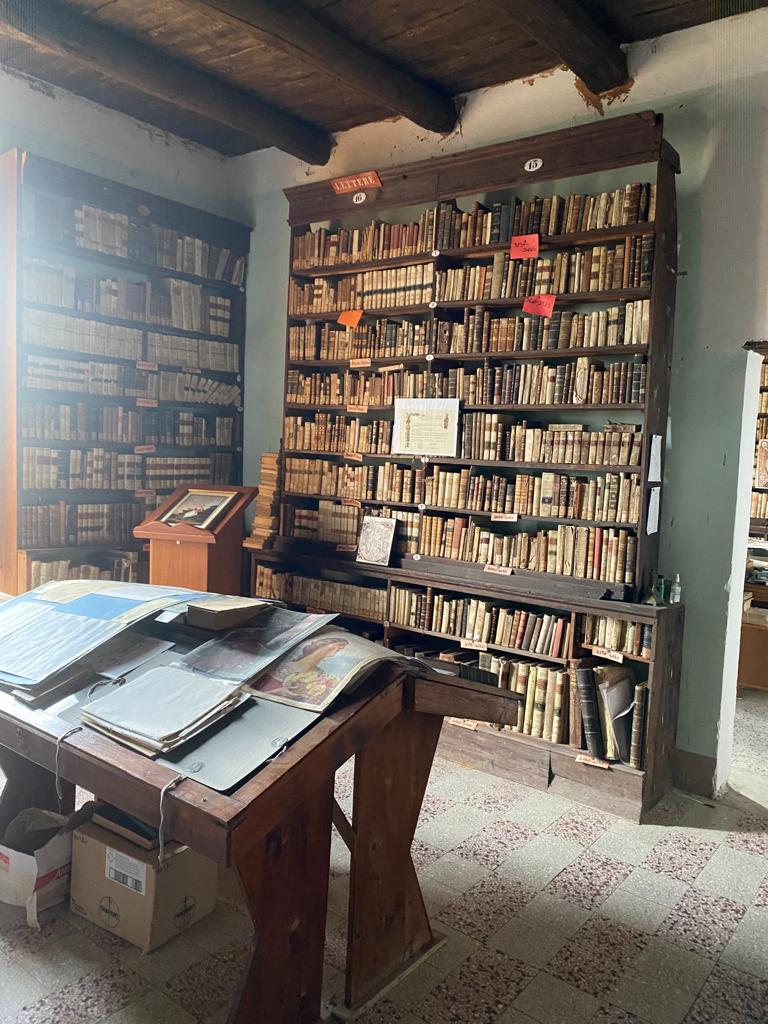
Interno della biblioteca dei Cappuccini nel Convento di San Pietro Alli Marmi.

## Chiesa di San Pietro Alli Marmi
L'ingresso principale della chiesa è costituito da una scalinata che collega la piazza al sagrato. L'ingresso, originariamente situato sulla parete opposta all'abside, si apre oggi sulla navata destra ed è caratterizzato da un semplice portale in pietra ornato dallo stemma della casata Carafa .

### Storia
La prima menzione documentata risale al 1090, dove viene menzionato come " sancti petri apostoli quod situm est foris et castelum evuli ." ("San Pietro Apostolo, che è situato fuori del castello di Eboli "). Mancano documenti precisi sulla chiesa a partire dal 1156. Documenti del 1186, del 1475 e del 1501 (attribuiti a papa Giulio II ) offrono informazioni e dettagli riguardanti l'intero monastero. I Padri rimasero nel convento fino all'occupazione militare napoleonica del 1806, a cui seguì il Decreto di soppressione del 7 agosto 1807. Nel 1929 crollò il tetto della chiesa e furono distrutte sia la navata centrale che quella sinistra, abbattendo anche le colonne e i capitelli. Entrambe rimasero intatte e la ricostruzione fu possibile, eccetto per la maggior parte delle monofore.

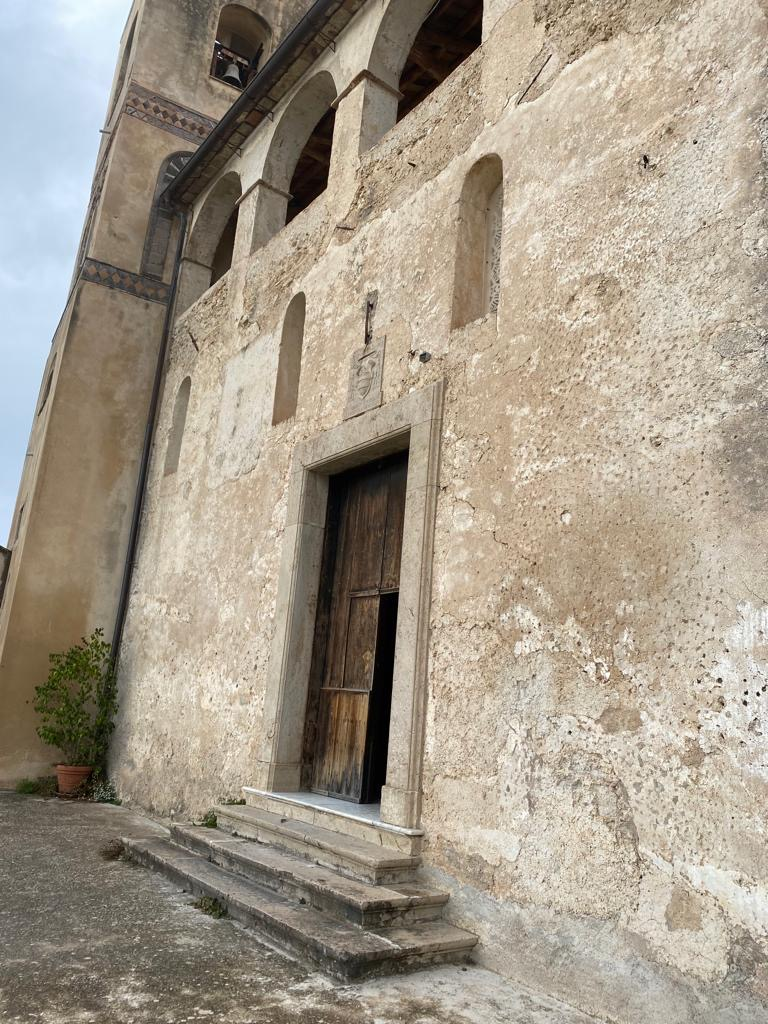
Ingresso della chiesa della Basilica di San Pietro alli Marmi.
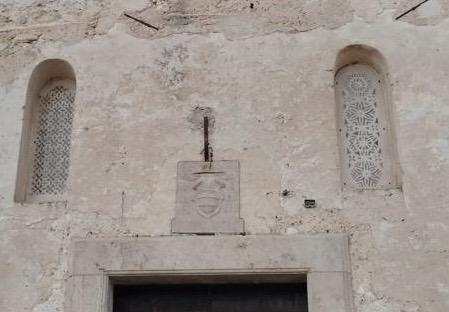
Stemma della casata Carafa sopra l'ingresso della chiesa di San Pietro Alli Marmi.
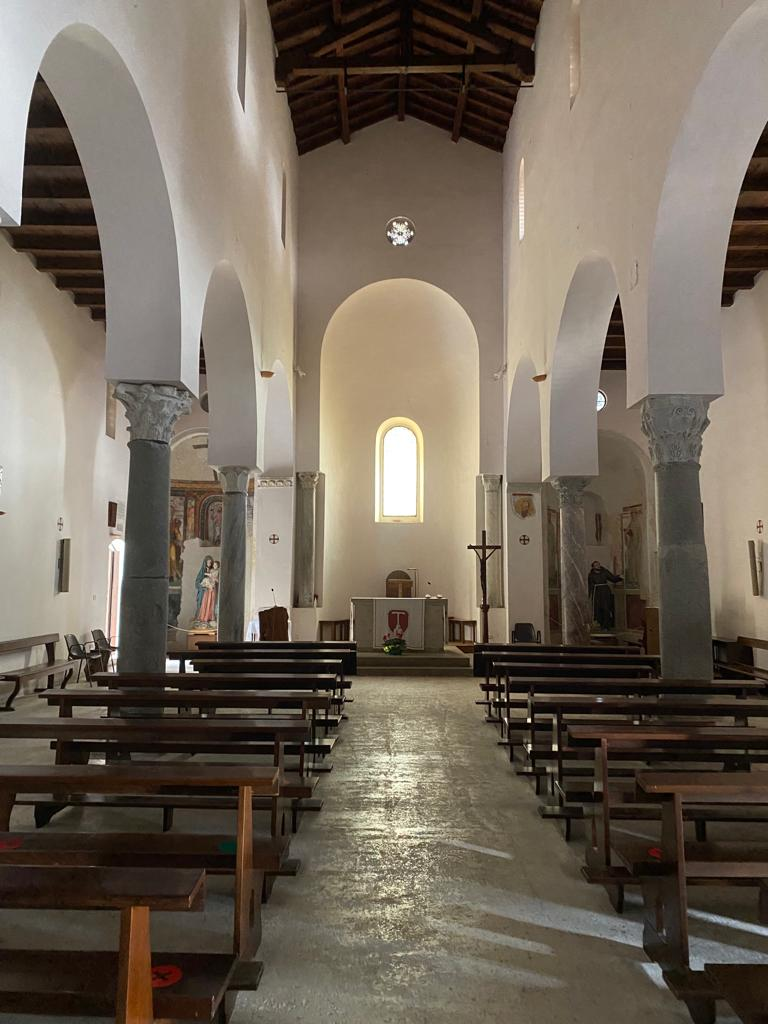
Interno della chiesa di San Pietro Alli Marmi.
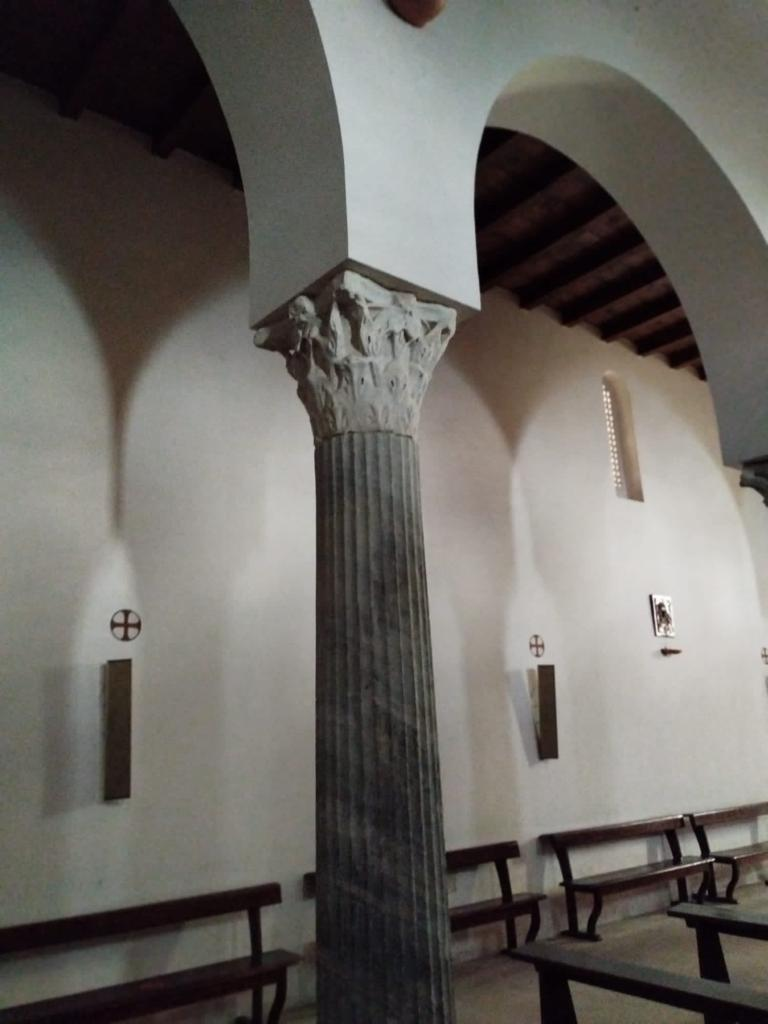
Colonna all'interno della chiesa di San Pietro Alli Marmi.

### Cripta di San Berniero

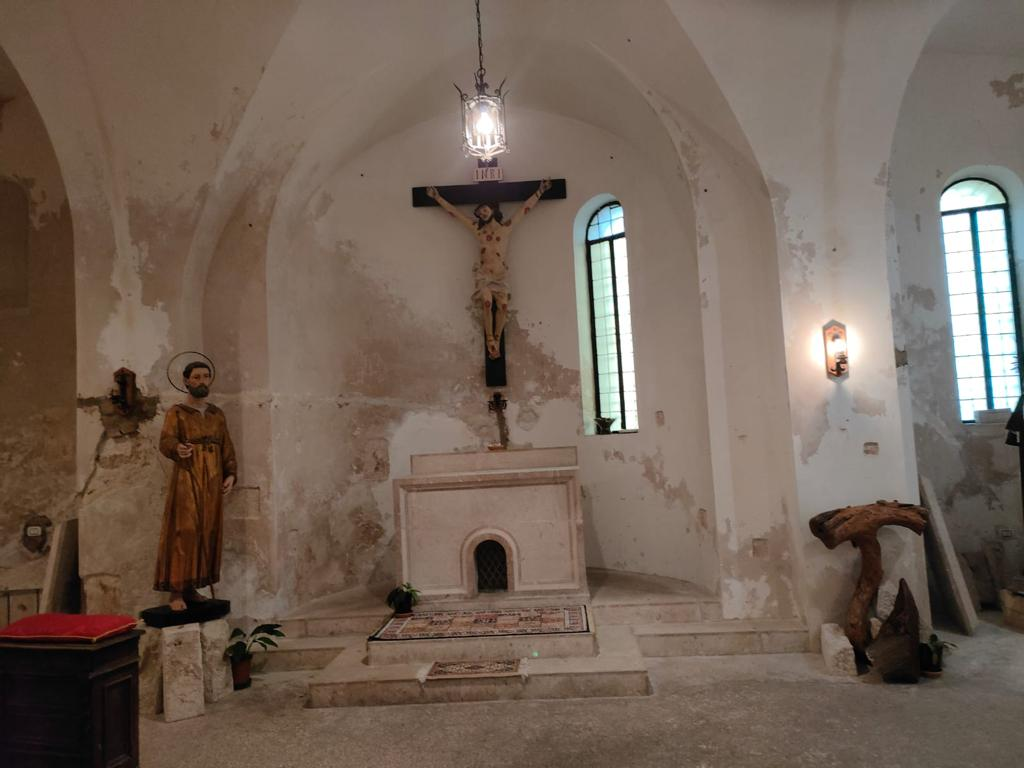
Interno della cripta di San Berniero nella Basilica di San Pietro Alli Marmi.

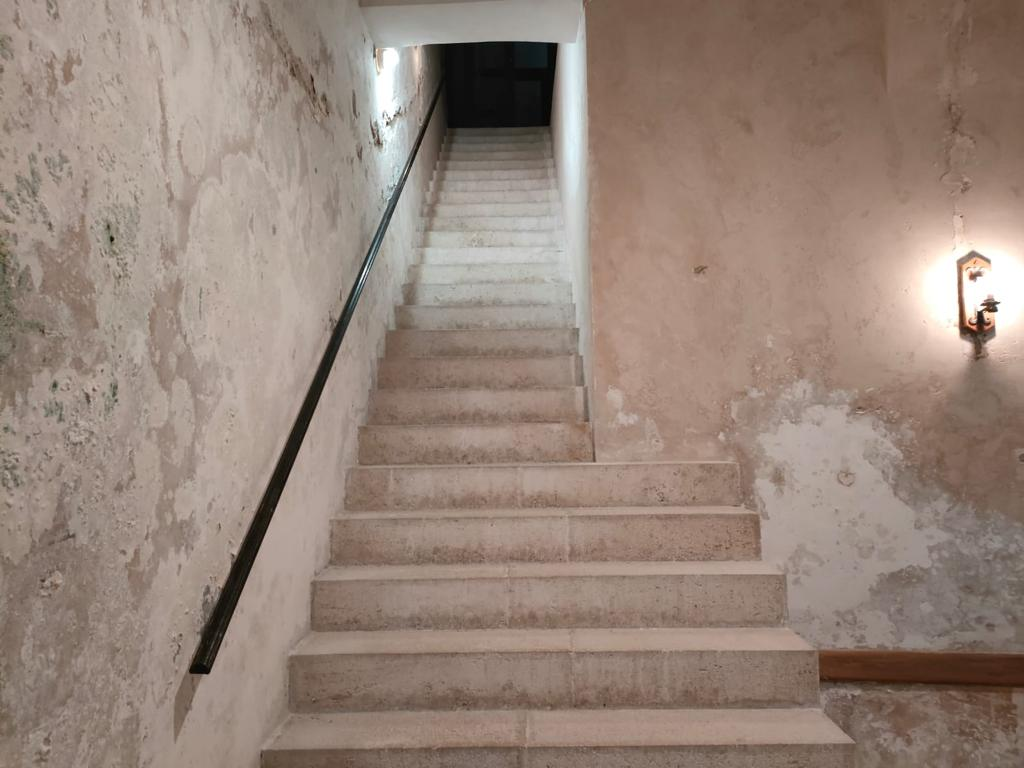
Accesso alla cripta di San Berniero nella Basilica di San Pietro Alli Marmi.

La cripta è famosa perché custodisce le spoglie di San Berneiro, compatrono di Eboli. Vi si accede dalla navata della Basilica Superiore attraverso una scalinata. La cripta ha una volta a crociera sostenuta da colonne di marmo ed è di forma rettangolare con tre absidi corrispondenti a quelle della Basilica superiore.

#### Cripta

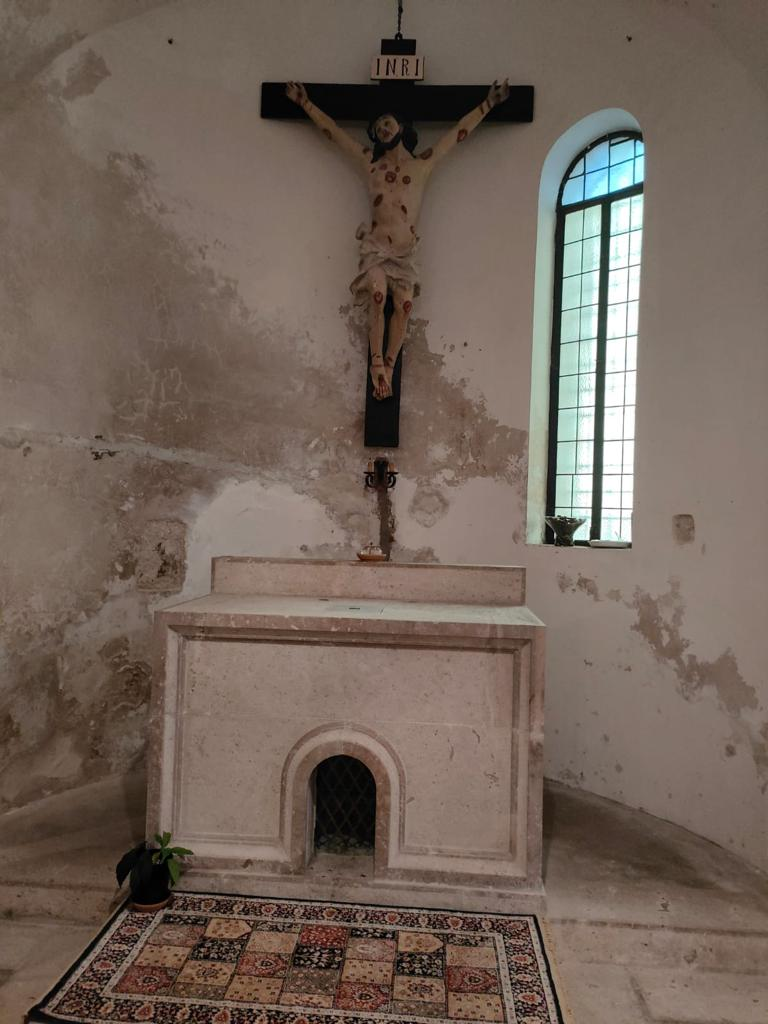
Altare della cripta di San Berniero nella Basilica di San Pietro Alli Marmi.

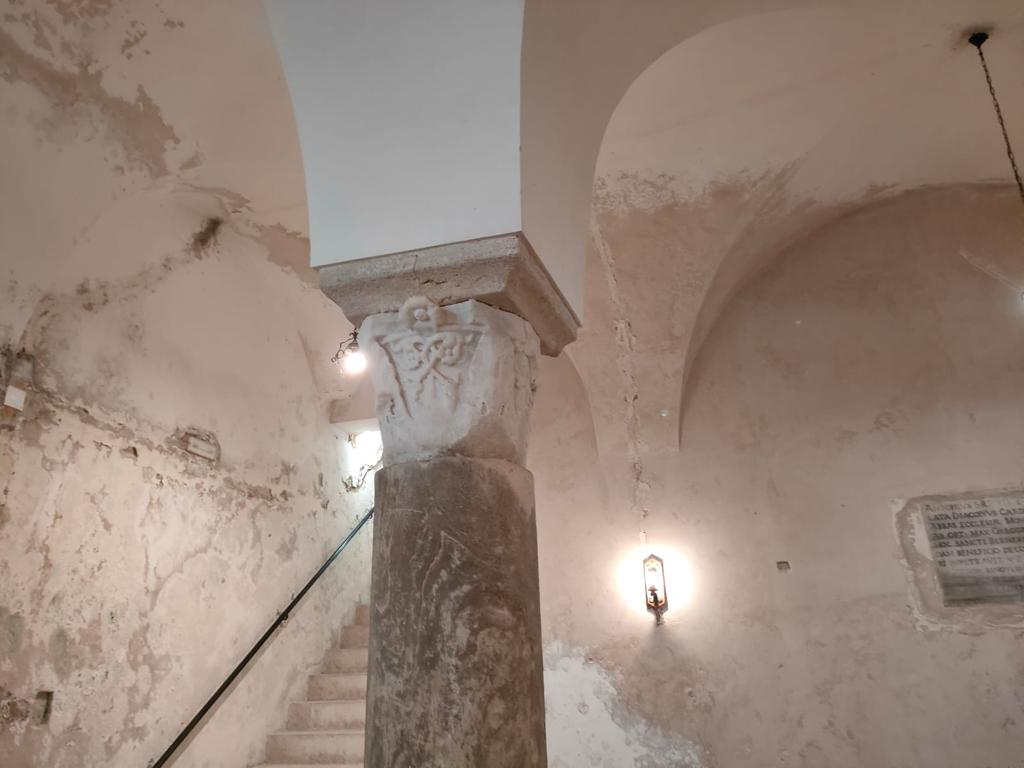
Colonna all'interno della cripta di San Berniero nella Basilica di San Pietro Alli Marmi.

Nel restauro del 1930-1934 vennero rinnovate le volte, rinforzata la struttura dell'abside e delle colonne e rinforzati i contrafforti esterni. Al centro della cripta si trova l'altare che conserva in un'urna le spoglie di San Berniero. Sopra si trova un crocifisso lineare del XVII secolo. Sul lato sinistro dell'abside si trova la statua in legno di San Fedele di Sigmaringen, realizzata dallo scultore Giacometti Colombo nel 1690. La statua tiene un crocifisso nella mano sinistra mentre con l'indice della mano destra lo indica.
A destra del crocifisso lineare si trova la statua di San Berniero, realizzata nel 1610 dallo scultore napoletano Donato Villano. Il Santo è rappresentato in abito da pellegrino, con un bastone in mano, nell'atto di scacciare il demonio da una donna posseduta.

### Campanile
È caratterizzato da fasce decorative intarsiate in tufo grigio e piastrelle in terracotta. Il disegno incorpora elementi che ricordano le decorazioni arabe di origine siciliana.

## Galleria d'immagini

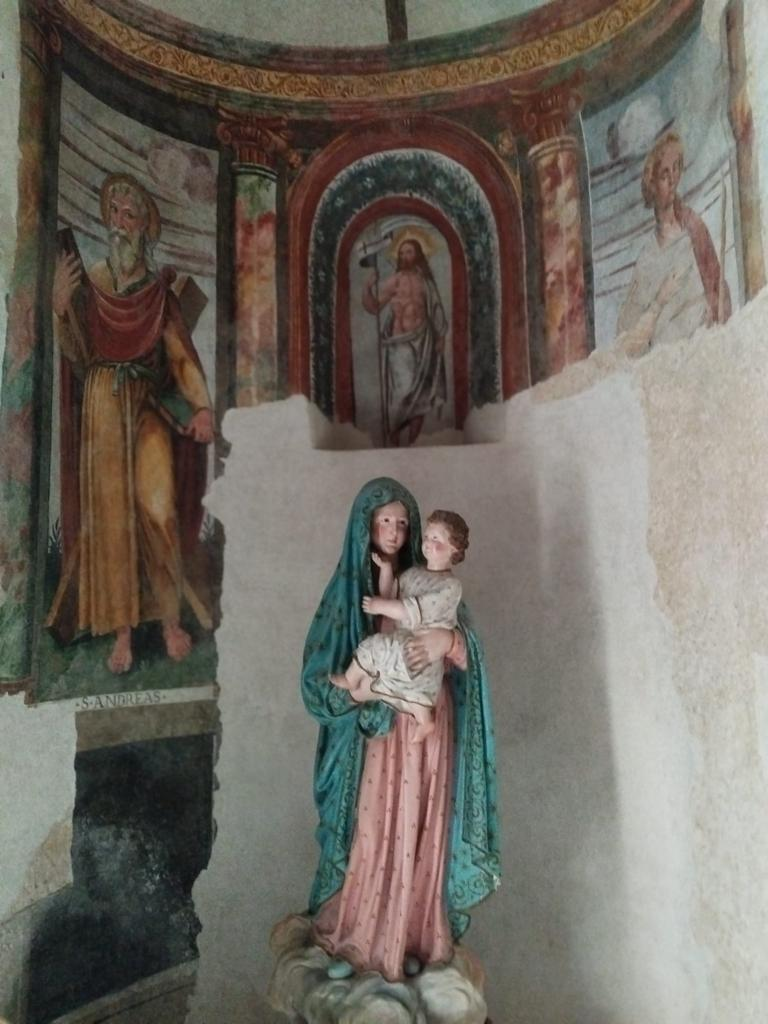
Statua di Maria nella Chiesa di San Pietro Alli Marmi
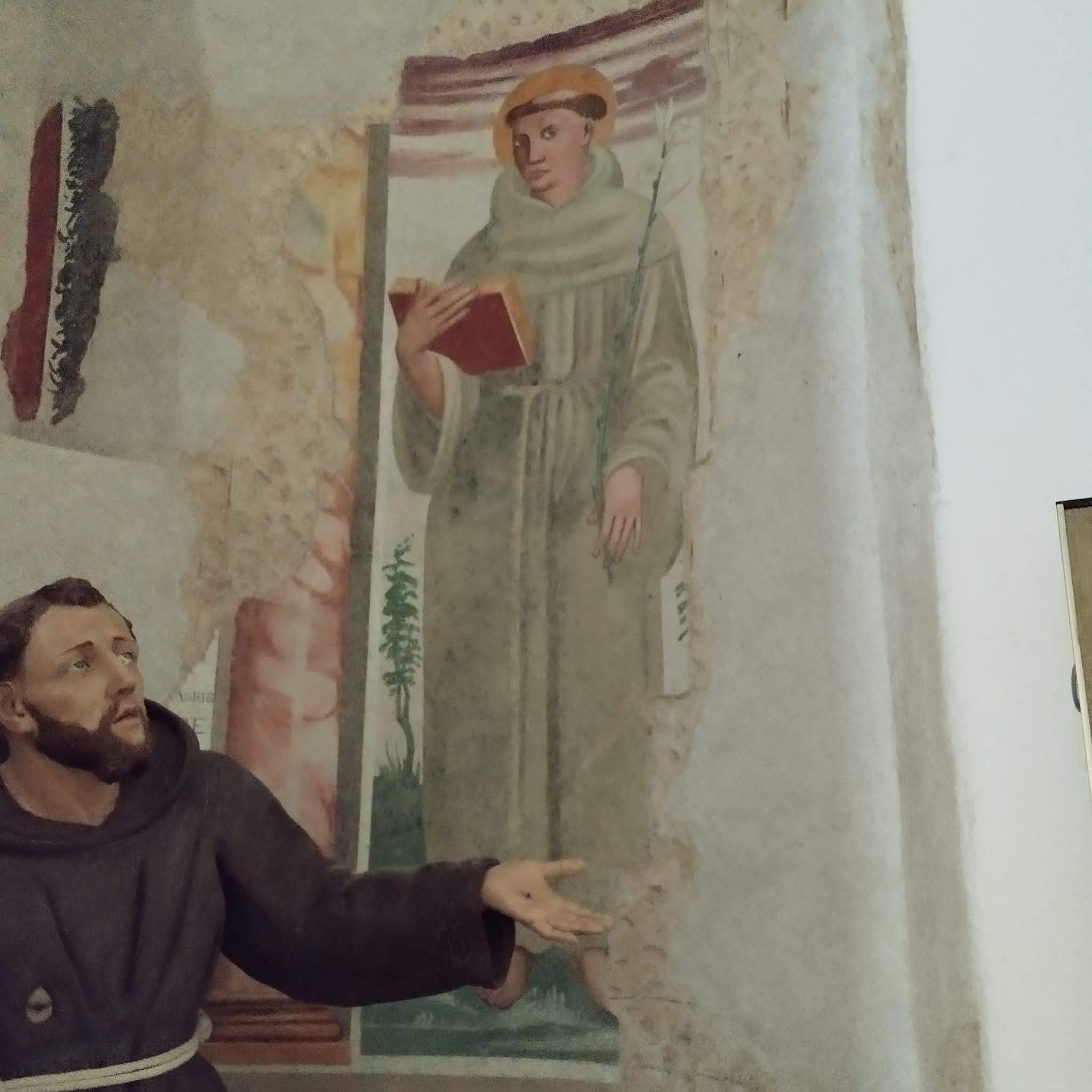
Dipinto nella Chiesa di San Pietro Alli Marmi
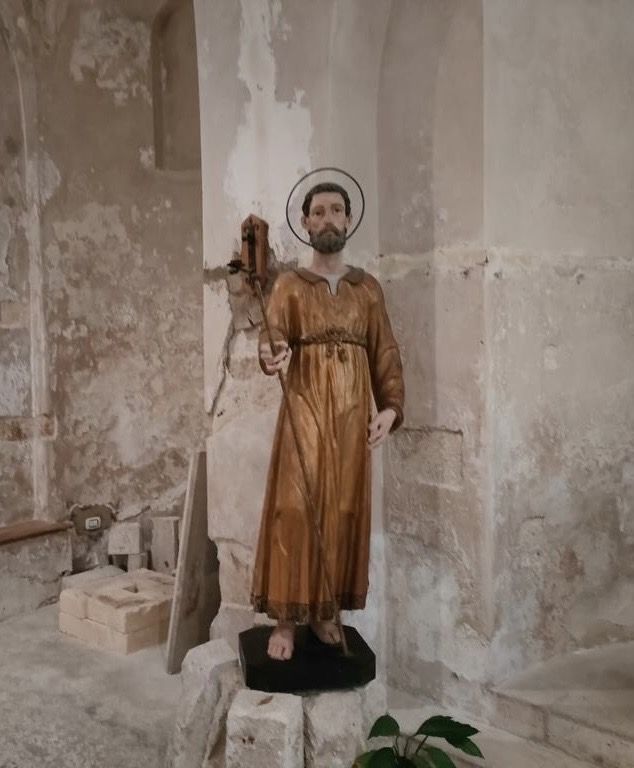
Statua di San Berniero nella Cripta
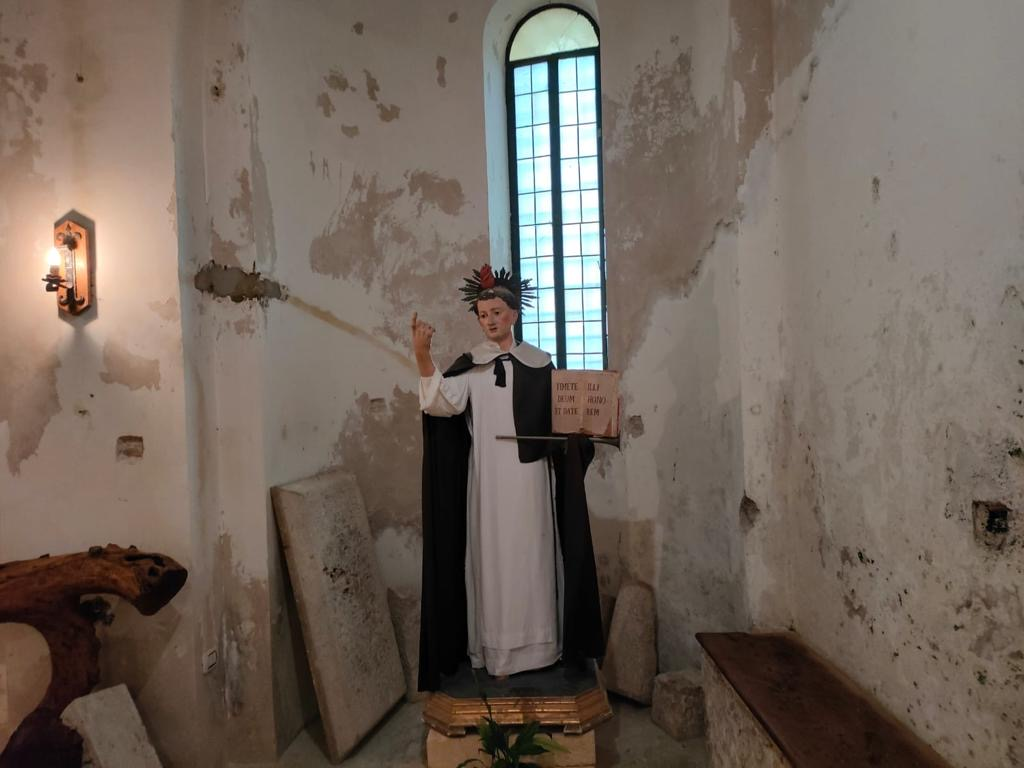
Statua di San Vincenzo Ferrer nella Cripta
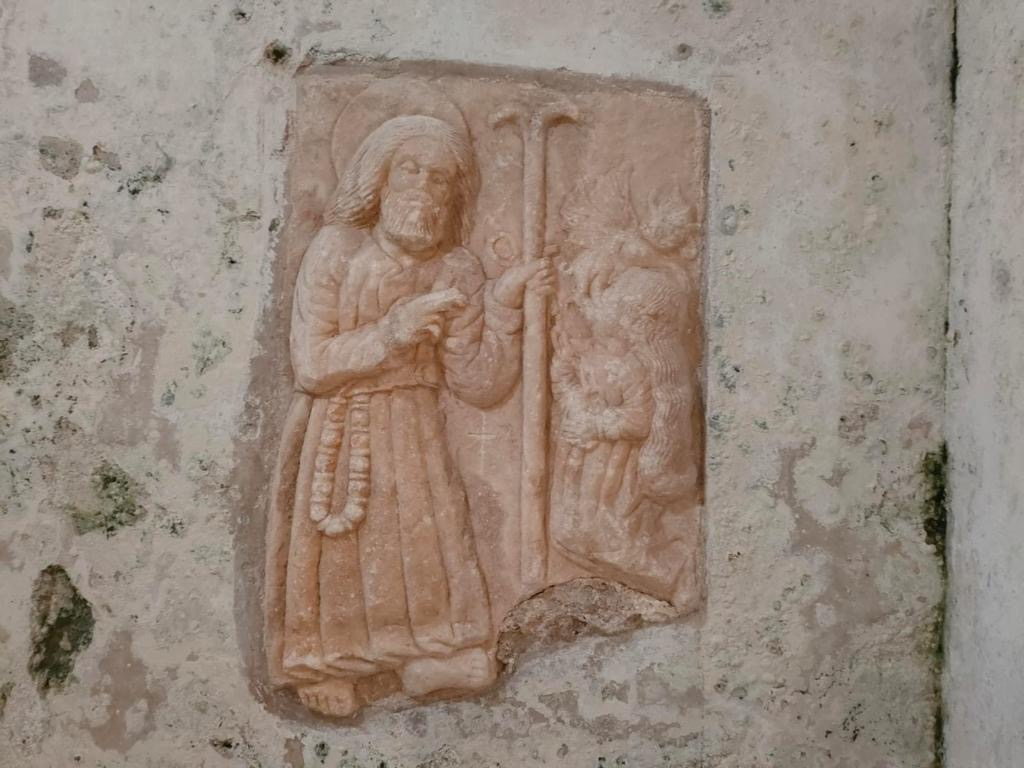
Bassorilievo di San Berniero nella Cripta
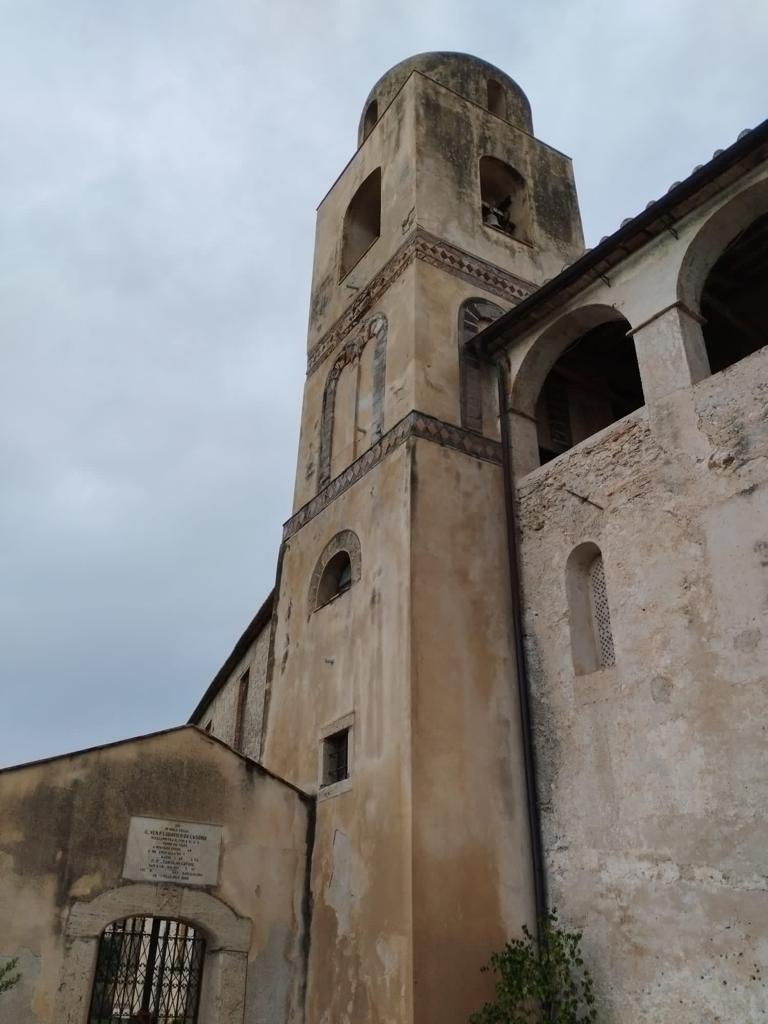
Campanile della Basilica di San Pietro Alli Marmi.